# كمال الدين جعيط
كمال الدين بن محمد بن يوسف جعيط (12 فبراير 1922- 22 ديسمبر 2012) شيخ ورجل دين تونسي ولد في المرسى.
عمل في منصب مفتي الجمهورية التونسية بين 1998 -2008. 

## حياته
ولد الشيخ كمال الدين جعيط بضاحية المرسى في 22 فبراير 1922 . ونشأ في عائلة عريقة من أصول يمنية استوطنت في القيروان منذ زمن بعيد، لازم الشيخ كمال الدين والده ونهل منذ طفولته من فيض علمه وانتفع به غاية الانتفاع، وأخذ عنه أصول التربية ومبادئ الأخلاق. 
والده هو الشيخ محمد عبد العزيز جعيط الذي تولى العديد من الوظائف والمهام فتصدر للإقراء بجامع الزيتونة (1911-1945) وسمي مدرسا بالمعهد الصادقي (1914-1943)، وأسندت إليه خطة الإفتاء على مقتضى المذهب المالكي (1919)، وكلف بإدارة مشيخة الجامع الأعظم وفروعه (1939-1942)، وولي مشيخة الإسلام المالكية،  واقتعد دستها عام 1945 فأصدر نفائس الفتاوى. ثم عين وزيرا للعدل في حكومة مصطفى الكعاك ومشرفا على القضاء (1947-1950) مع إبقائه على خطة مشيخة الإسلام، ثم عين بعد الاستقلال مفتيا للديار التونسية (1956-1960).
أوكله والده إلى الشيخ عبد الرحمان زمال، فقرأ عليه القرآن الكريم، وتلقى تعليمه بالمدرسة الابتدائية بالمرسى، ثم قضى مدة وجيزة بالمعهد الصادقي،  وبتوجيه من والده انتقل إلى المدرسة الخيرية تمهيدا للدخول إلى جامع الزيتونة. وتابع  دراسته حتى نجح بتفوق في امتحان القبول الذي مكنه من الارتقاء مباشرة إلى السنة الثانية، ثم حصل على شهادة الأهلية بعد إتمام المرحلة الابتدائية (1940)، ثم أحرز على شهادة التحصيل في نهاية المرحلة الثانوية (1944)، وانتقل إلى التعليم العالي في القسم الشرعي وشارك بنجاح في مناظرة التدريس من الطبقة الثالثة، وإثرها منح التدريس من الطبقة الثانية، وكان ذلك في غضون سنة 1950.
وقد قضى المترجم له عام 1950 بالفرع الزيتوني بالمنستير إثر حصوله على شهادة التدريس، ثم عاد إلى العاصمة حيث باشر التعليم بجامع الزيتونة، واختص في مادة أصول الفقه. وولي إمامة الخطابة بجامع الحلق خلفا عن والده وخطب على التوالي في جامع الباي بقرطاج، وجامع سيدي عبد العزيز المهدوي والجامع الأحمدي وكلاهما بالمرسى. واستمر في خطة التدريس إلى  إلغاء التعليم الزيتوني، حيث نقل إلى المعهد الثانوي بحلق الوادي كأستاذ في مادة العربية والتربية الإسلامية. وفي سنة 1970 عين أستاذا محاضرا بكلية الشريعة وأصول الدين التي كانت في ذلك الحين تحت إشراف العميد صديقه الشيخ محمد الحبيب ابن الخوجة، وتولى فيها تدريس فقه العبادات والمعاملات والفقه المقارن.
وإثر إحالته إلى التقاعد سنة 1984، تقلد الشيخ كمال الدين مناصب جمة  ومسؤوليات مهمة فشغل عضوية المجلس الإسلامي الأعلى للدولة التونسية، وانتدب خبيرا بالجامعة العربية التي كان مقرها آنذاك بتونس للعمل في مشروع توحيد التشريعات العربية بخصوص قوانين الأسرة (1989-1998). وفي نفس المدة عين عضوا بمجمع الفقه الإسلامي بجدة التابع لرابطة العالم الإسلامي، وانتخب عضوا بمجلس النواب في دورة 1994-1998.
أصبح كمال الدين جعيط مفتي الجمهورية التونسية في 18 ديسمبر 1998 وحتى عام 2008. شهدت فتاوي الشيخ أثناء هذا المنصب مواضيع متعددة، مثل الإجهاض، التخصيب في المختبر، زرع الأعضاء، والتشوهات الجنينية والاستنساخ.استقال من منصبه كمفتي في 2008 لأسباب صحية. 
تبرع في آخر أيامه بكامل خزانة الكتب التي ورثها عن أبيه وجده إلى المكتبة الوطنية، مزودة بأهم المصادر والمراجع، محتوية على مجموعة وافرة من المصنفات في شتى المباحث وعلى مخطوطات قديمة نادرة، إضافة إلى ما تيسر له اقتنائه وجمعه طوال حياته من الكتب المطبوعة.

### شيوخه
- والده الشيخ محمد العزيز جعيط[3]
- إمام الجماعة الشيخ محمد الطاهر ابن عاشور
- وصهره  الشيخ محمد الفاضل ابن عاشور
- الشيخ البشير النيفر
- الشيخ بلحسن الأخوة
- الشيخ الصادق المحرزي
- الشيخ الهادي العلاني
- الشيخ أحمد ابن ميلاد
- الشيخ العربي العنابي
- الشيخ محمد المستيري

## وفاته
توفي في يوم العاشر من صفر 1434 الموافق 23 ديسمبر 2012، ودفن في مقبرة الجلاز في تونس العاصمة.

## مقالات ذات صلة
- مفتي الجمهورية (تونس)